# Port St. Lucie
Port St. Lucie város az USA Florida államában, St. Lucie megyében. Lakosainak száma 204 851 fő (2020. április 1.).

## Népesség
A település népességének változása:

| 2010 | 164 603 |
| 2020 | 204 851 |